# Trochalus conspicuus
Trochalus conspicuus är en skalbaggsart som beskrevs av Moser 1919. Trochalus conspicuus ingår i släktet Trochalus och familjen Melolonthidae. Inga underarter finns listade i Catalogue of Life.